# Oberstabsgefreiter
Oberstabsgefreiter (prescurtat OStGefr sau OSG) este cel mai înalt grad de recrut în forțele armate germane Bundeswehr, care poate fi comparabil cu gradul de caporal (OR-4a) din forțele armate ale țărilor anglofone.
Cu toate acestea, spre deosebire de gradul de caporal, Oberstabsgefreiter aparține corpului recruților.

## Istoric
Acest grad a fost introdus pentru prima dată de Kriegsmarine în 1940 și a fost numit Matrosenoberstabsgefreiter. Cu toate acestea, el nu a existat în Heer și Luftwaffe.
| echivalent NATO | Heer (Armată)   | Luftwaffe (Forțele Aeriene) | Kriegsmarine (Marină)      |
| OR-1            | Soldat          | Flieger (aviator)           | Matrose (marinar)          |
| OR-1            | Oberschütze     | Flieger (aviator)           | Matrose (marinar)          |
| OR-2            | Gefreiter       | Gefreiter                   | Matrosengefreiter          |
| OR-2            | Obergefreiter   | Obergefreiter               | Matrosenobergefreiter      |
| OR3             | fără echivalent | Hauptgefreiter              | Matrosenohauptgefreiter    |
| OR3             | Stabsgefreiter  | Stabsgefreiter              | Matrosenstabsgefreiter     |
| OR3             | fără echivalent | fără echivalent             | Matrosenoberstabsgefreiter |

## Bundeswehr
Un soldat din Bundeswehr poate fi înaintat la gradul de OR4a după un serviciu militar regulat desfășurat pe o perioadă de 48 de luni.